# Грег Фостер
Грегорі Фостер (англ. Gregory Foster; нар. 4 серпня 1958 — пом. 19 лютого 2023) — американський легкоатлет, який спеціалізувався в бар'єрному бігу.

## Спортивні досягнення
Срібний олімпійський призер з бігу на 110 метрів з бар'єрами (1984).
Триразовий чемпіон світу з бігу на 110 метрів з бар'єрами (1983, 1987, 1991).
Чемпіон світу в приміщенні з бігу на 60 метрів з бар'єрами (1991).
Переможець Кубка світу з бігу на 110 метрів з бар'єрами (1981).
Чемпіон Універсіади з бігу на 110 метрів з бар'єрами (1975).
Багаторазовий чемпіон США з бігу на 110 метрів з бар'єрами (1981, 1983, 1986, 1987, 1991). Переможець олімпійських відбіркових змагань США (1984).
Багаторазовий чемпіон США в приміщенні з бар'єрного бігу на 60 ярдів (1983, 1984, 1985), 55 метрів (1987, 1988) та 60 метрів (1991).
Ексрекордсмен світу в приміщенні з бігу на 60 метрів з бар'єрами — 7,36 (1987).

## Визнання
- Член Зали слави легкої атлетики США (1998).

## Допінг
Упродовж січня-червня 1990 був відсторонений від участі у змаганнях за порушення антидопінгових правил.